# Crossotolejeunea prionocalyx
Crossotolejeunea prionocalyx là một loài Rêu trong họ Lejeuneaceae. Loài này được Gottsche ex Stephani mô tả khoa học đầu tiên năm 1913.